# Persitara Jakarta Utara
Persitara Jakarta Utara ist ein Fußballverein aus Nord-Jakarta (Indonesien). Der Verein wurde 1979 gegründet. Aktuell spielt der Verein in der höchsten Liga des Landes, der Indonesia Super League. Seine Heimspiele trägt der Verein im Kamal Muara Stadion aus. Persitrara stellte in der Saison 99/00 den Torschützenkönig und im Jahr 2001 den Fußballer des Jahres in Indonesien.

## Erfolge
- 2005: Vizemeister